# 樣板處理器
樣板處理器（又稱為樣板引擎或者樣板分析器），是一套設計用來將樣板與資料結合來產生最終文件的軟體，撰寫樣板所使用的語言稱為樣板語言。最後產出的結果可以是任何一種格式，包括文件、網頁或原始碼 (在原始碼產生時)，可以是整分文件或片段。樣板引擎通常為網頁樣板系統或應用程式框架的一部份，也可以做為前處理器或過濾器使用。